# Pedro Paulo de Araújo Suzano
Pedro Paulo de Araújo Suzano (Rio de Janeiro, 6 de novembro de 1903 — Rio de Janeiro, 28 de janeiro de 1978) foi um militar brasileiro. Atingiu o posto de almirante-de-esquadra, de acordo com a hierarquia militar brasileira.
Foi ministro da Marinha do Brasil no Governo João Goulart, de 12 de julho de 1962 a 14 de junho de 1963. Foi nomeado para o cargo pelo primeiro-ministro Francisco de Paula Brochado da Rocha, permanecendo no mesmo durante o mandato parlamentarista do terceiro e último primeiro-ministro do regime republicano Hermes Lima, continuando ministro da pasta na fase inicial do governo presidencialista de João Goulart.
Foi reformado (aposentado) e teve seus direitos políticos cassados por dez anos pelo regime militar que se estabeleceu no Brasil em 1964.